# シンギングモンスター
シンギングモンスター（My Singing Monsters）はコンピュータゲームのシリーズ、ジャンルは音楽ゲーム。